# Lippia glazioviana
Lippia glazioviana là một loài thực vật có hoa trong họ Cỏ roi ngựa. Loài này được Loes. mô tả khoa học đầu tiên năm 1911.